# Maniquerville
Maniquerville is een gemeente in het Franse departement Seine-Maritime (regio Normandië) en telt 304 inwoners (1999). De plaats maakt deel uit van het arrondissement Le Havre.

## Geografie
De oppervlakte van Maniquerville bedraagt 2,6 km², de bevolkingsdichtheid is 116,9 inwoners per km².
De onderstaande kaart toont de ligging van Maniquerville met de belangrijkste infrastructuur en aangrenzende gemeenten.

## Demografie
Onderstaande figuur toont het verloop van het inwonertal (bron: INSEE-tellingen).